# دارين ماكوين
دارين ماكوين (بالإنجليزية: Darren McQueen)‏ هو لاعب كرة قدم بريطاني في مركز الهجوم، ولد في 8 مايو 1995 في ليتونستون ‏ في المملكة المتحدة. لعب مع إيبسويتش تاون وتوتنهام هوتسبير.

## وصلات خارجية
- دارين ماكوين على موقع قاعدة بيانات كرة القدم.إي يو (الإنجليزية)
- دارين ماكوين على موقع Soccerway.com (الإنجليزية)